# ماتياس هانينن
ماتياس هانينن (بالفنلندية: Matias Hänninen)‏ هو لاعب كرة قدم فنلندي في مركز الوسط، ولد في 15 مارس 1991 في هلسنكي في فنلندا. لعب مع FC Kiffen 08 ‏.

## وصلات خارجية
- ماتياس هانينن على موقع قاعدة بيانات كرة القدم.إي يو (الإنجليزية)
- ماتياس هانينن على موقع Soccerway.com (الإنجليزية)